# Battaglia di Chocim (1621)
La battaglia di Chocim, detta anche di Choczim o di Chotyn (2 settembre - 9 ottobre 1621), fu combattuta presso l'omonima fortezza ucraina tra l'esercito polacco-lituano, condotto dal generale lituano Carlo Chodkiewicz e dal polacco Stanlislao Lubomirski, insieme con i cosacchi guidati da Pietro Konaszewicz-Sahajdaczny, contro un grande esercito ottomano, forte di contingenti turchi, valacchi, moldavi e tartari, al comando del sultano Osman II. Lo scontro si concluse con una vittoria dei polacco-lituani e segnò la fine della prima guerra tra la Confederazione e il Turco.
Dopo la grave sconfitta subita a Koblita, l'erede al trono polacco-lituano Ladislao Vasa diede prova di umiltà, ponendosi anch'egli sotto la guida del veterano Chodkiewicz che proprio nel corso dei vari scontri trovò la morte. Il sultano Osman perì a Costantinopoli al rientro dalla rovinosa campagna militare ucraina, assassinato dai suoi giannizzeri.

## Antefatti
Nel 1620 i Cosacchi ucraini, soggetti all'autorità della Confederazione polacco-lituana, diedero alle fiamme il porto di Varna, controllato dagli ottomani. Il giovane sultano Osman II, impegnato a combattere i Safavidi di Persia, affidò ad Iskender Pascià il comando di 22 000 uomini e lo spedì in Ucraina. Le forze confederate, al comando del Grand Hetman Stanisław Żółkiewski, mossero verso la Moldavia in soccorso del nuovo voivoda filo-polacco Kaspar Graziani, che dovette però fuggire dal suo regno per evitare la cattura. All'inizio di settembre Żółkiewski e il suo protetto, hetman Stanisław Koniecpolski, al comando di 8000 uomini, mossero verso sud. Graziani fu in grado di offrire loro solo 600 uomini di rinforzo. Żółkiewski e Iskander Pascià si scontrarono nella Battaglia di Cecora, sul fiume Prut, che si protrasse per diversi giorni. Costretto a ritirarsi, Żółkiewski riuscì a mantenere integre le sue forze fino al confine confederato, ove i suoi uomini si dispersero divenendo facile preda delle forze ottomane. Żółkiewski restò ucciso e la sua testa venne inviata al sultano come trofeo; Koniecpolski venne fatto prigioniero ed inviato a Istanbul.
Sei mesi dopo la disfatta dei polacco-lituani, nell'aprile del 1621, Osman II era ad Adrianopoli, al diretto comando di un'armata forte di oltre 100 000 uomini con la quale intendeva schiacciare una volta per tutte la Confederazione polacco-lituana, facendone uno stato vassallo.

## Il campo di battaglia e gli schieramenti

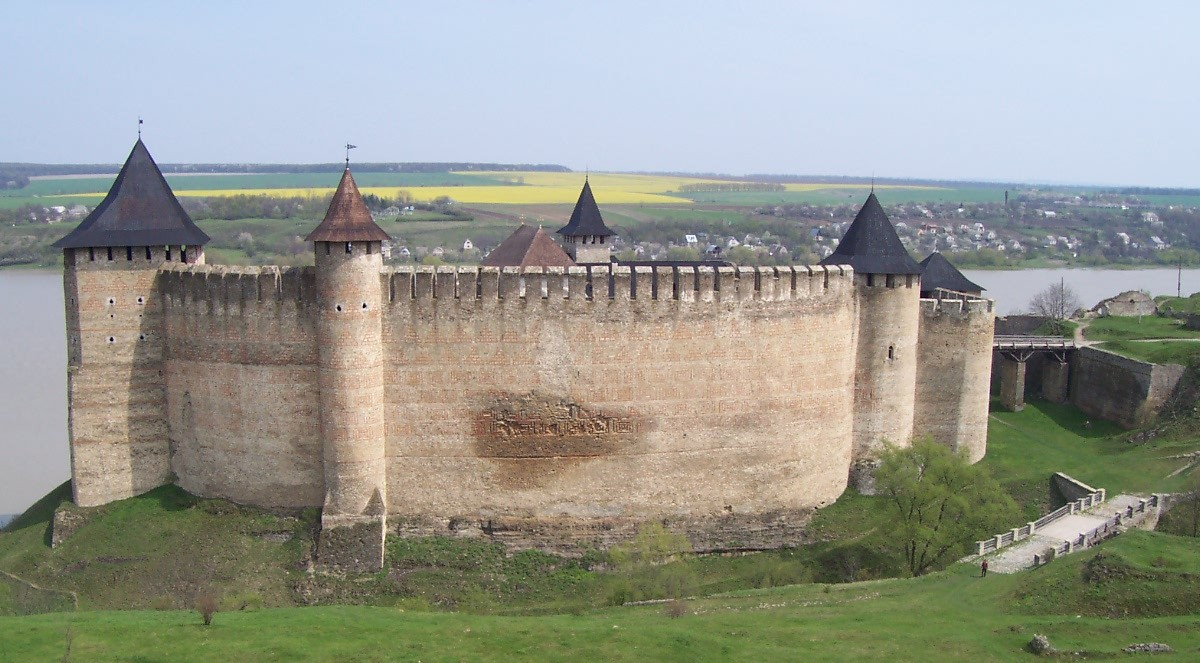
La Fortezza di Chotyn, presso la quale i polacco-lituani costruirono la loro base fortificata

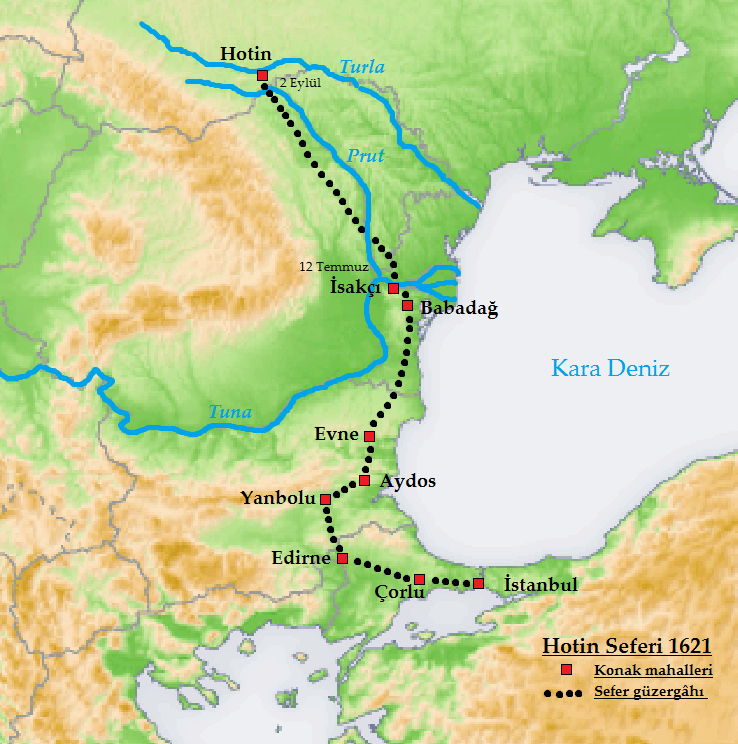
Il tragitto seguito dall'armata ottomana fino a Chocim (raggiunta il 2 settembre 1621)

Le forze confederate raggiunsero la fortezza di Chocim il 24 agosto e iniziarono la fortificazione del sito in attesa del nemico.
In netta inferiorità numerica l'esercito polacco si difese presso il suo campo trincerato, dove venne attaccato ripetutamente, ma senza che gli avversari riuscissero ad avere la meglio, costringendo entrambe le parti a intavolare negoziati di pace che portarono al soddisfacimento generale.
In questi scontri diedero ottima prova di sé gli ussari alati di Polonia, che in un assalto particolarmente violento riuscirono a impegnare un numero elevato di nemici, costringendoli a ritirarsi (alcune fonti parlano di 560 ussari contro 10 000 fra fanti e cavalieri turchi). I cosacchi si impegnano a non compiere in futuro incursioni nei territori turchi e i tartari in quelli polacchi.
Risulta assai complesso fare un conto preciso sia dei partecipanti alla battaglia sia del numero dei caduti. Alcune fonti parlano di circa 50 000 polacchi contro 100 000-150 000 turchi, mentre altri autori riportano le cifre di 67 000 polacchi contro 400 000 turchi.

## La battaglia

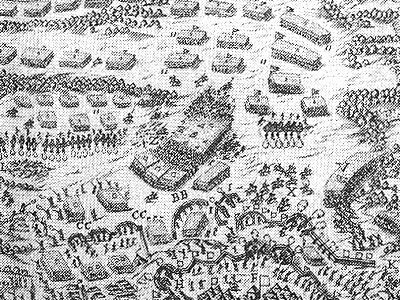
La Battaglia di Chocim del 1621 - ill. contemporanea.

La battaglia si svolse con una serie di scontri, alcuni di poca entità altri di più ampio respiro. In particolare gli assalti più violenti avvennero nel mese di settembre, tutti nei pressi del campo polacco, situato tra le rive scoscese del fiume Dniester e le colline ricoperte di foreste. La presenza di un castello fortificato, di una chiesa ben difesa e di ottime fortificazioni rendevano assai difficoltoso l'attacco ottomano.
Il numero totale dei caduti risulta essere 14 500 polacchi e 42 000 ottomani.

## Le conseguenze
Osman II fece ritornò a Istanbul deluso e furibondo, rimproverando la codardia dei suoi corpi speciali, i famosi giannizzeri, e attribuendo alla pochezza dei suoi collaboratori questa sua umiliazione. Avviò di conseguenza una vigorosa politica volta a limitare lo strapotere dei giannizzeri: fece chiudere i loro caffè, spesso centri in cui si ordivano congiure contro il trono, e pensò a istituire un nuovo corpo armato fedele al sultano, composto da soldati provenienti dall'Anatolia, dalla Siria e dall'Egitto ma di etnia esclusivamente turca o turcomanna. Per reazione a questo tentativo di ridimensionarli, i giannizzeri ordirono una congiura di palazzo: Osman II fu imprigionato nella fortezza di Yedikule ma, quando un sicario venne inviato nella sua cella per strangolarlo, oppose una strenua resistenza e venne sopraffatto solo in seguito all'intervento di altri uomini, che lo tramortirono colpendolo alle spalle.

### Fonti
- Sobieski J (1646) Commentariorum Chotinensis belli libri tres.

### Studi
- AA.VV. (1929), Enciclopedia militare, Il Popolo d'Italia, Milano.
- Mistrini V, Le guerre polacco-ottomane (1593-1699), vol. 2: Gli scontri armati, Soldiershop Publishing, 2012.
- Podhorodecki L, Chocim – rok 1621, Varsavia, MON, 1988.